# کلسترز
کلسترز (به فرانسوی: Clastres) یک کمون (فرانسه) در فرانسه است که در ان (ا-دو-فرانس) واقع شده‌است. کلسترز ۸٫۲۴ کیلومتر مربع مساحت دارد ۷۹ متر بالاتر از سطح دریا واقع شده‌است.